# Agrias claudianus
Agrias claudianus är en fjärilsart som beskrevs av Otto Staudinger 1885 . Agrias claudianus ingår i släktet Agrias och familjen praktfjärilar. Inga underarter finns listade i Catalogue of Life.